# Concílio de Pisa
O Concílio de Pisa foi um sínodo cismático no seio da Igreja Católica realizado em 1409, convocado a 25 de Março, que tentou acabar com o Grande Cisma do Ocidente, que foi condenado pelo concílio ecumênico de Latrão V, entre 1512-1517. 
Desde 1378 que dois Papas rivais se encontravam à cabeça da cristandade: o de Roma, Gregório XII, apoiado pela Itália do Norte, a Inglaterra, a Alemanha, a Polónia e a Hungria: o de Avignon, Bento XIII, apoiado pela França, Castela, Aragão, Portugal, o reino da Sicília, a Sabóia e o reino de Chipre. Ambos reclamavam seu direito ao trono pontifical.
Este concílio reuniu 24 cardeais (14 apoiantes de Roma, 10 apoiantes de Avignon), 300 altos prelados e embaixadores de todas as partes da cristandade.
Durante o Concílio, os dois Papas concordaram em desistir de suas reivindicações em favor de um novo pontífice, mas acabaram por não desistir de reclamar os seus direitos.
Os Bispos excomungaram Bento XIII e Gregório XII e elegeram o Arcebispo de Milão, o grego Petros Filargis, que escolhe o sobrenome de Alexandre V, passando a haver 3 papas.
O cisma continuou por mais oito anos. Terminou em 1417, quando outro Concílio se reuniu em Constança (Concílio de Constança) e elegeu Martinho V o novo Papa.